# Jemima
Pour les articles homonymes, voir Jemima (homonymie).

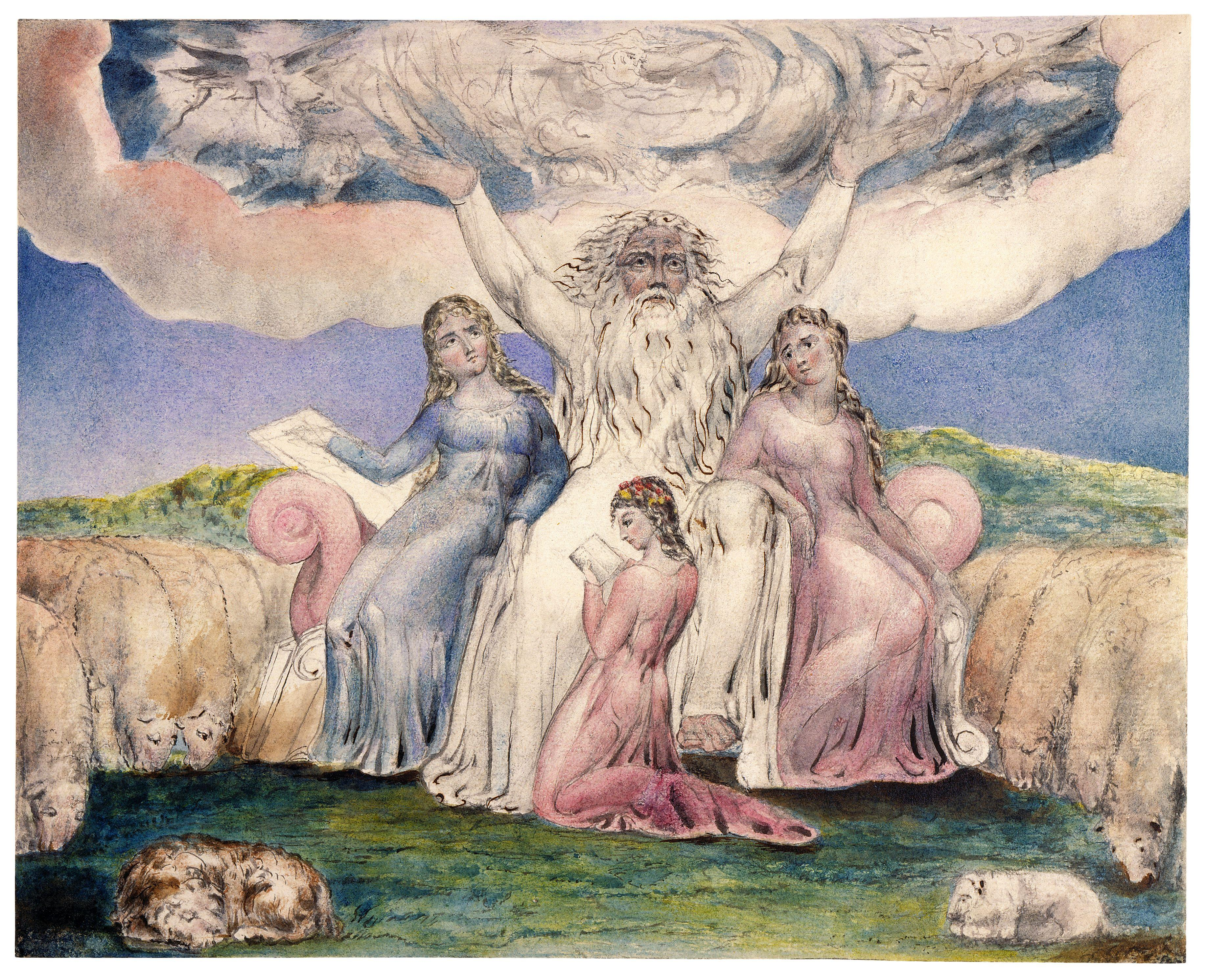
William Blake, Job et ses filles, dessin, juin 1805.

Jemima est l'aînée des trois filles de Job, dans le Tanakh et l'Ancien Testament.

## Nom
Jemima, en hébreu יְמִימָה (jəmîmāh), signifie « colombe ». La Septante traduit le nom par le terme grec ἡμέρα (hēméra), la Vulgate par le latin Dies, qui signifient jour, ce qui suggère que le nom a pu être l'hébreu יוֹם (jôm) qui signifie jour.

## Dans leLivre de Job
Au début du Livre de Job, Job a sept fils et trois filles, qui ne sont pas nommés ; ils meurent au cours des épreuves de Job, lorsque la maison de son fils premier-né, dans laquelle ils sont assis et mangent ensemble, s'effondre sur eux. À la fin du livre, Dieu restaure la fortune de Job qui a de nouveau sept fils et trois filles ; ces dernières sont les seules à être nommées : Jemima, Kezia et Kéren-Happouc. Le texte biblique indique leur beauté : « Dans tout le pays, on ne trouvait pas d'aussi belles femmes que les filles de Job », et le fait qu'elles sont admises à l'héritage de Job, à égalité avec leurs frères, ce qui est en contradiction avec les coutumes légales de l'ancien Israël.